# لي جونز
لي جونز (بالإنجليزية: Lee Jones)‏ (21 فبراير 1975 نيوزيلندا - ) هو لاعب كرة قدم نيوزلندي يلعب كمدافع.

## روابط خارجية
- لي جونز على موقع قاعدة بيانات كرة القدم.إي يو (الإنجليزية)
- لي جونز على موقع ناشيونال فوتبول تيمز (الإنجليزية)